# Eleonore Noll-Hasenclever
Eleonore Noll-Hasenclever z domu Crüsemann (ur. 4 sierpnia 1880 w Duisburgu, zm. 18 sierpnia 1925 na górze Bishorn) – niemiecka alpinistka, uważana za jedną z najbardziej utytułowanych alpinistek swoich czasów, najbardziej znana alpinistka w krajach niemieckojęzycznych, pierwsza kobieta, która zyskała sławę alpinistki na arenie międzynarodowej.

## Życiorys

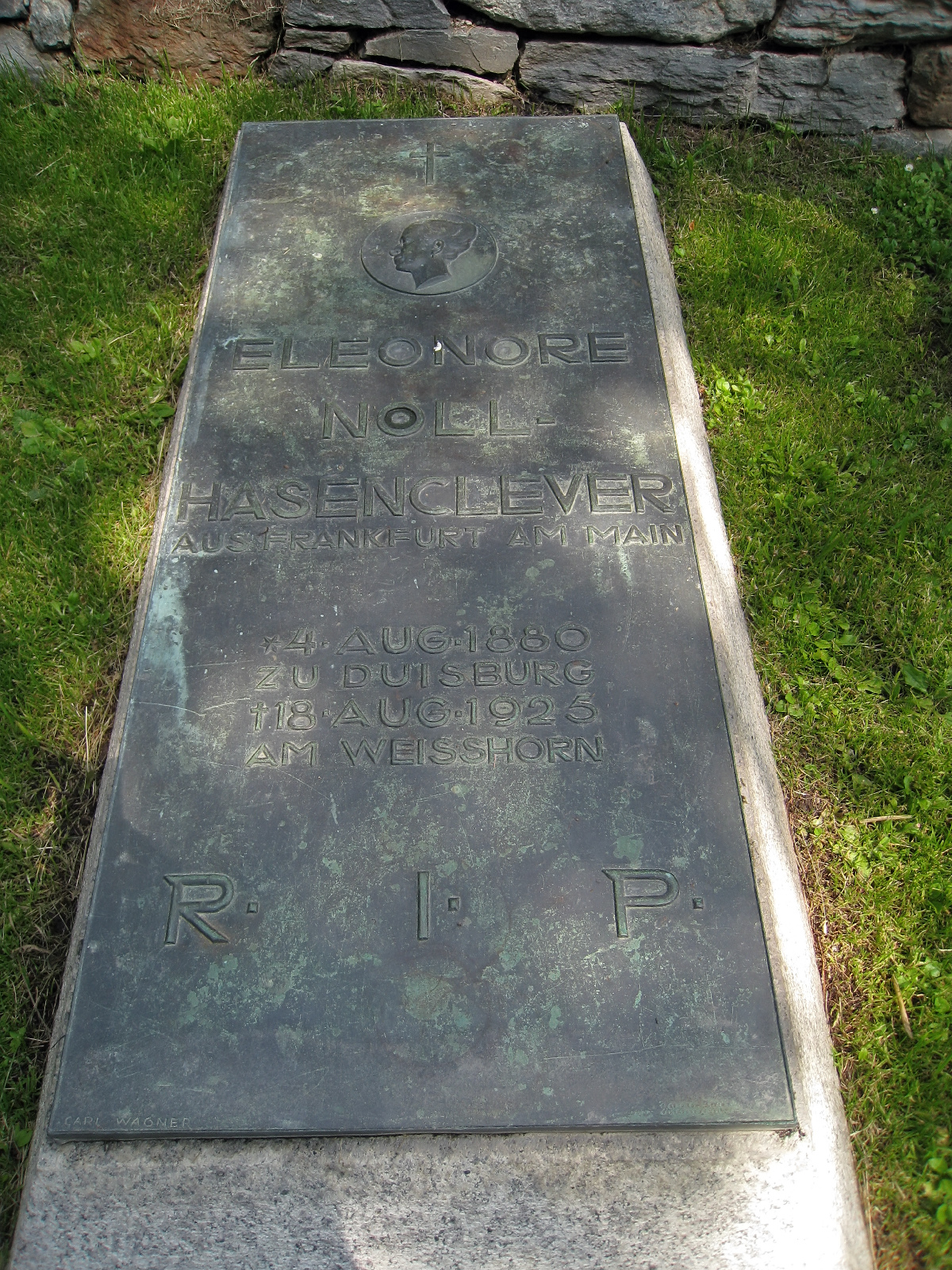
Nagrobek Eleonore Noll-Hasenclever

Była córką inżyniera mostów. Dorastała we Frankfurcie nad Menem. Zamiłowanie do wspinaczki górskiej odkryła, przebywając w szkole z internatem dla dziewcząt w Lozannie. Podczas górskiej wycieczki poznała doświadczonego przewodnika górskiego i pierwszego zdobywcę kilka szczytów w Alpach, Alexandra Burgenera. Później alpinista wszedł z nią na 21 czterotysięczników. Każdego lata spędzała kilka tygodni w Alpach Szwajcarskich i regionie Montblanc, gdzie Burgener nauczył ją podstaw alpinizmu.
Ośmiokrotnie zdobywała Matterhorn (pierwszy raz w 1899), kilkakrotnie Mont Blanc i okoliczne szczyty. W 1909 opublikowała opis doświadczeń alpinistycznych w książce Die Besteigung des Dôme de Rochefort über die Aiguille de Rochefort und des Mont Mallet (Wspinaczka Aiguille de Rochefort i Mont Mallet na Dome de Rochefort). Należała do Austriackiego Klubu Alpejskiego. W 1912 wstąpiła do Niemieckiego i Austriackiego Klubu Alpejskiego. Była aktywna w Alpach Wschodnich i Dolomitach, ale to w Alpach Zachodnich wspinała się na wysokie szczyty (np. Aiguille des Grands Charmoz w 1911). W 1913 wydała książkę o górskich wyprawach pt. In den Saaser Bergen. Prowadziła wykłady na temat alpinizmu.
Poznała starszego o 17 lat biznesmena Johannesa Nolla, którego poślubiła w 1914. Poznała go podczas górskich wędrówek. Wkrótce kupili majątek Gutleuthof koło Frankfurtu. Urządzili tu ośrodek spotkań alpinistów. Mieli córkę. Eleonore nawet po ślubie uprawiała alpinistykę, ignorując społeczne konwenanse.
W latach 20. XX w. z Alfredem Horeschowskym i Hansem Pfannem odbyła kilka trudnych podróży do Alp Zachodnich. W 1924 wspięła się na północną ścianę Breithorn. Pracowała jako przewodniczka górska. Wysokość 4000 m przekroczyła ponad 150 razy.
W dniu 18 sierpnia 1925, podczas katastrofy lawinowej na Zermatt Weißhorn niedaleko punktu 3365 m wschodniej grani góry Bishorn w Alpach Walijskich, zaginęła. Jej towarzysze nie uratowali jej na czas. Jej nagrobek znajduje się na cmentarzu górali w Zermatt.
W 1932 wydano jej wspomnienia jako Den Bergen verfallen (Zakochane w Den Bergen).